# Wólka Nowodworska
Wólka Nowodworska (prononciation [ˈvulka nɔvɔdˈvɔrska]) est un village de la gmina de Kurów du powiat de Puławy dans la voïvodie de Lublin, situé dans l'est de la Pologne.
Le village comptait approximativement une population de 114 habitants en 2005.

## Histoire
De 1975 à 1998, le village est attaché administrativement à l'ancienne voïvodie de Lublin.

Depuis 1999, il fait partie de la nouvelle voïvodie de Lublin.